# Tyloperla sauteri
Tyloperla sauteri är en bäcksländeart som först beskrevs av Navás 1929.  Tyloperla sauteri ingår i släktet Tyloperla och familjen jättebäcksländor. Inga underarter finns listade i Catalogue of Life.